# Nai nhỏ Indonesia
Nai nhỏ Indonesia (danh pháp hai phần: Rusa timorensis) là một loài động vật có vú trong họ Hươu nai, bộ Guốc chẵn. Loài này được de Blainville mô tả năm 1822. Đây là loài bản địa trên đảo Java, Bali và Timor (chung với Đông Timor) thuộc Indonesia. Đây cũng là một loài được du nhập đến Irian Jaya, Borneo (Kalimantan), quần đảo Sunda nhỏ, Maluku, Sulawesi, Pohnpei, Fiji, Tonga, Samoa, Vanuatu, Solomon Islands, đảo Christmas, đảo Cocos, Australia, Mauritius, New Caledonia, New Zealand, Papua New Guinea, New Britain, New Ireland, Seychelles, Mayotte, đảo Comoro, Madagascar và Réunion.

## Hình ảnh

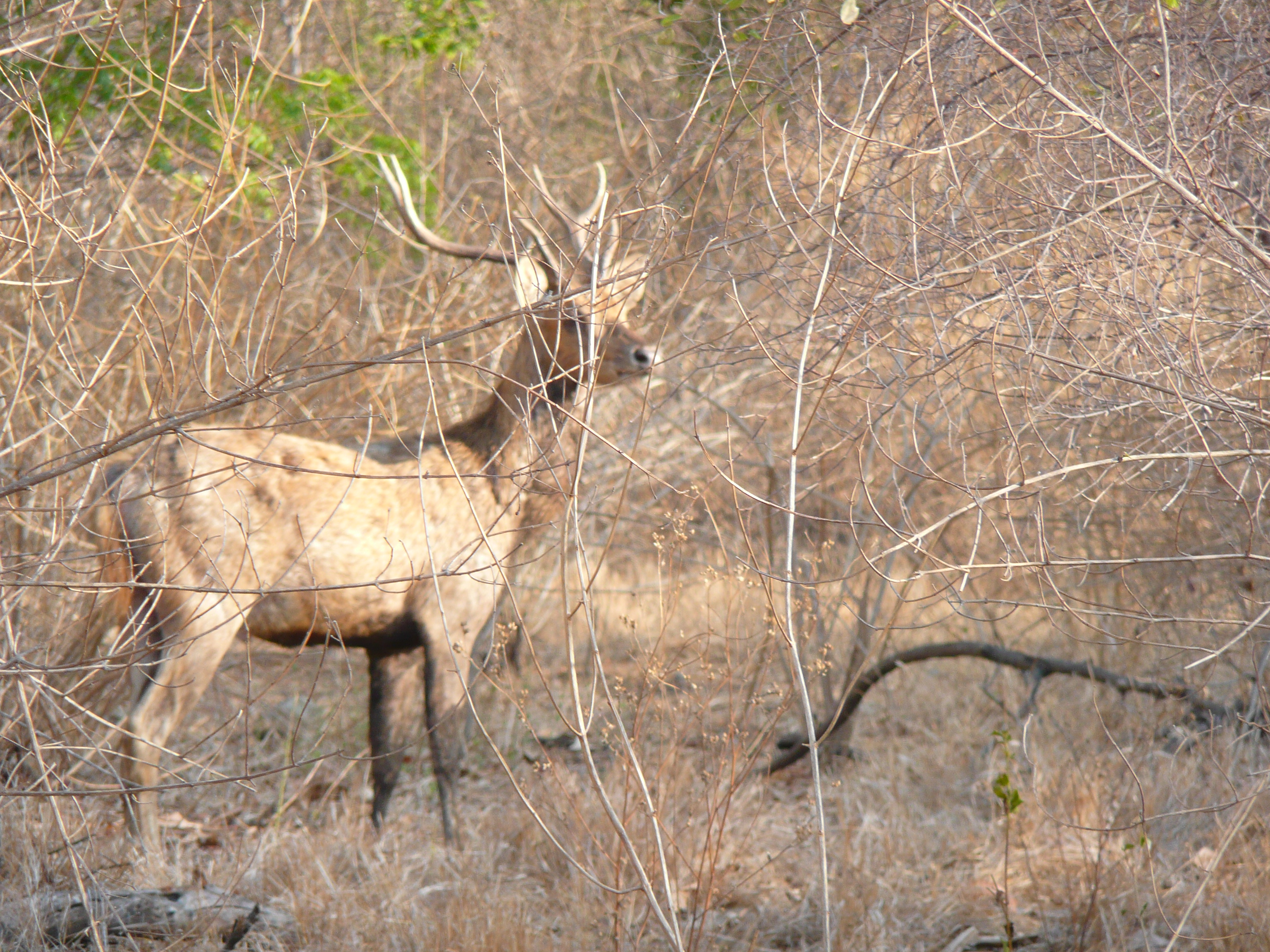
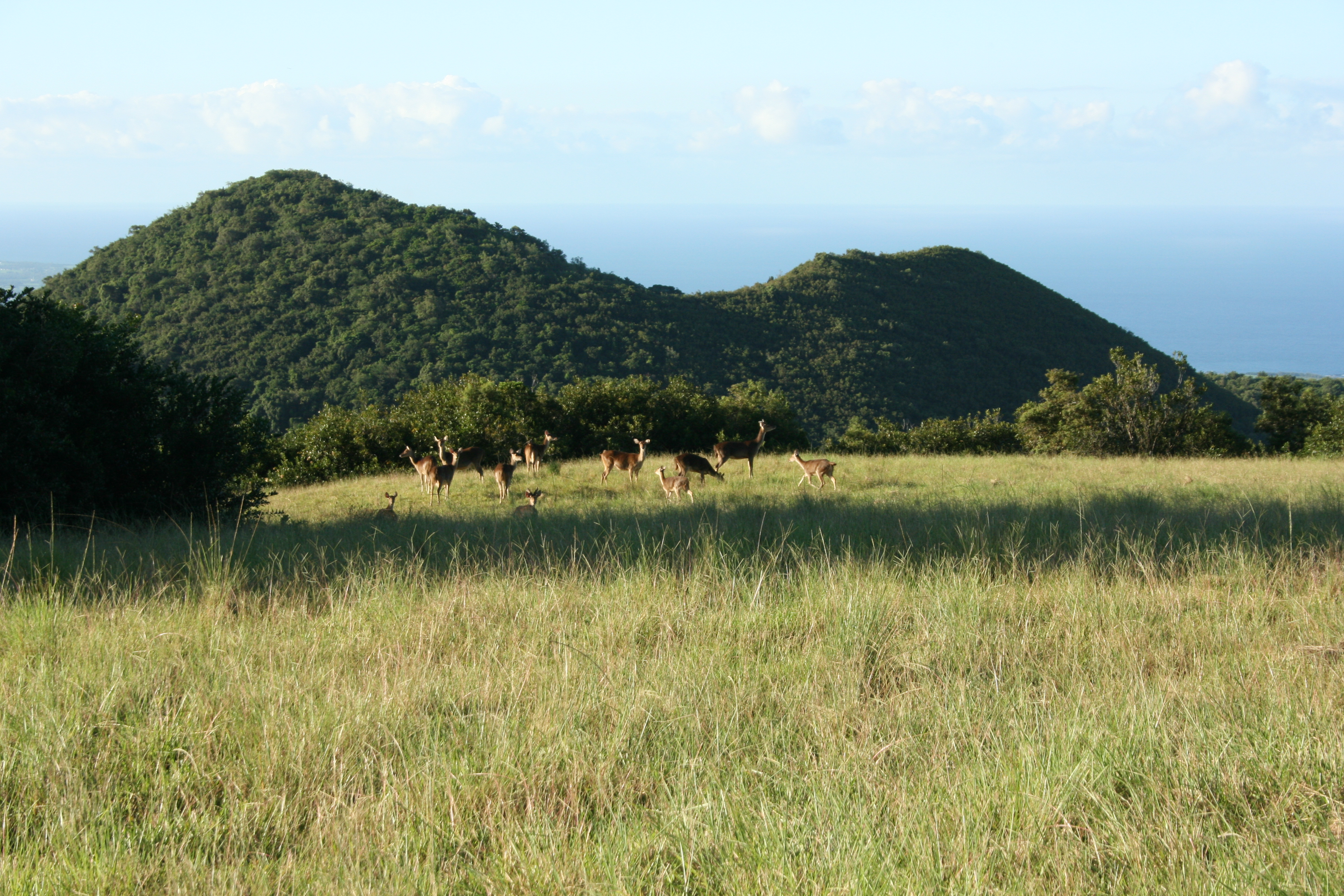
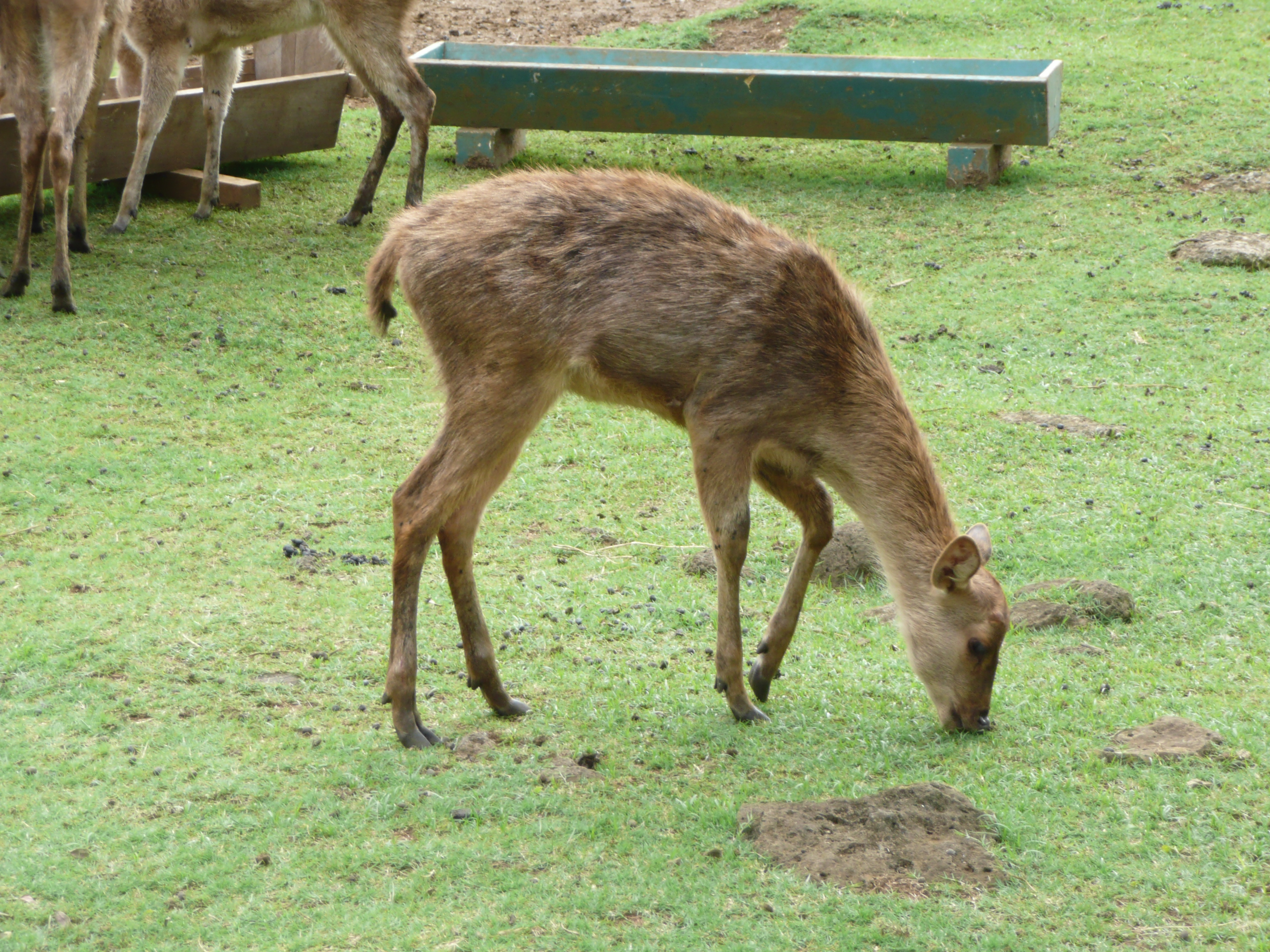
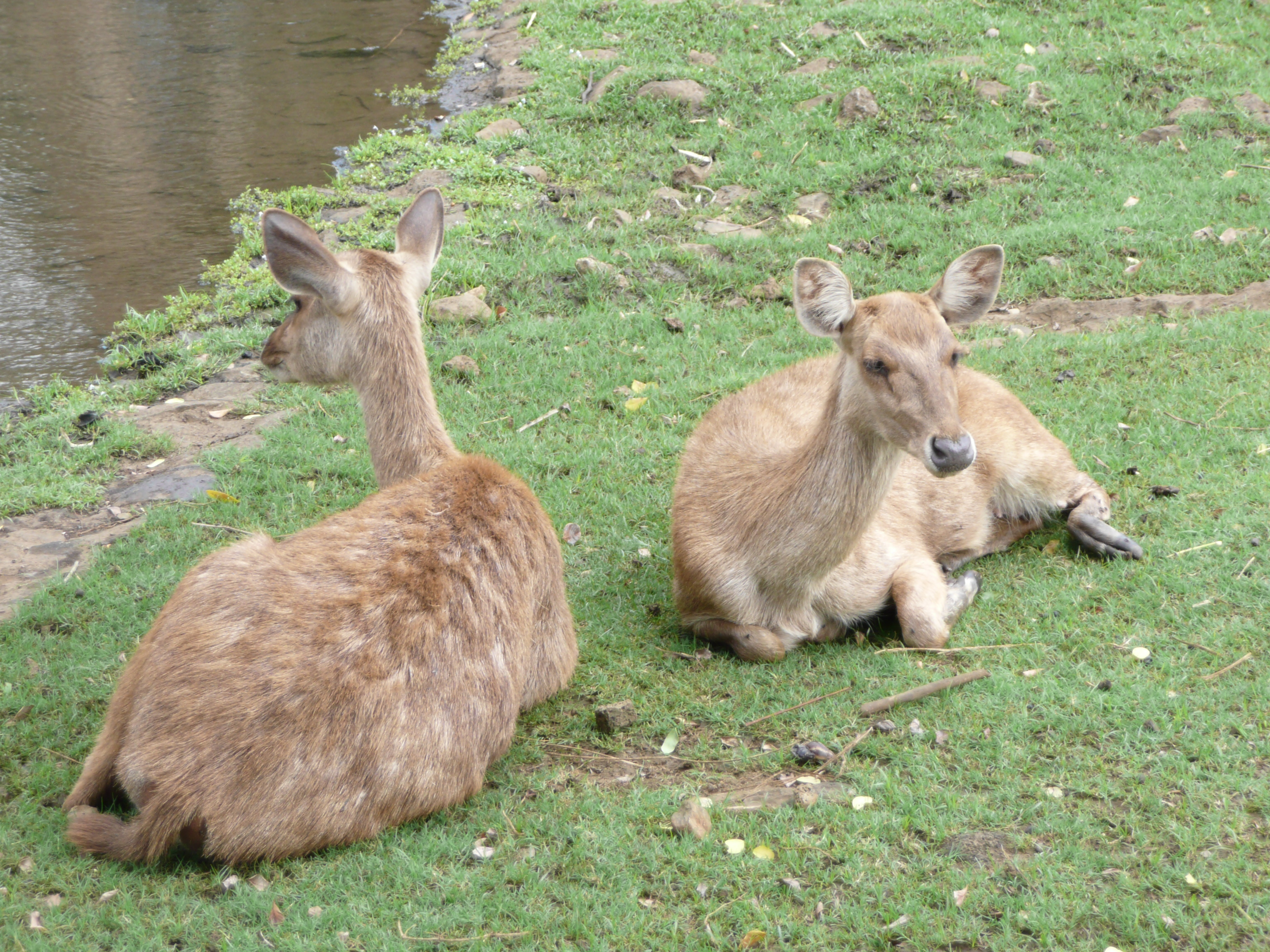